# Belgium az 1968. évi nyári olimpiai játékokon
Belgium a mexikói Mexikóvárosban megrendezett 1968. évi nyári olimpiai játékok egyik részt vevő nemzete volt. Az országot az olimpián 13 sportágban 82 sportoló képviselte, akik összesen 2 érmet szereztek.

## Érmesek
| Érem  | Versenyző                       | Sportág      | Versenyszám            |
| ----- | ------------------------------- | ------------ | ---------------------- |
| Ezüst | Serge Reding                    | Súlyemelés   | +90 kg                 |
| Bronz | Daniel Goens Robert van Lancker | Kerékpározás | Férfi kétüléses tandem |

## Atlétika
Férfi
| Versenyző             | Versenyszám    | Előfutam | Előfutam | Előfutam | Negyeddöntő | Negyeddöntő | Negyeddöntő | Elődöntő | Elődöntő | Elődöntő | Döntő         | Döntő         |
| Versenyző             | Versenyszám    | Idő      | Hely.    | Össz.    | Idő         | Hely.       | Össz.       | Idő      | Hely.    | Össz.    | Idő           | Helyezés      |
| --------------------- | -------------- | -------- | -------- | -------- | ----------- | ----------- | ----------- | -------- | -------- | -------- | ------------- | ------------- |
| Philippe Housiaux     | 100 m          | 10,94    | 7.       | 61.      | kiesett     | kiesett     | kiesett     | kiesett  | kiesett  | kiesett  | kiesett       | kiesett       |
| Philippe Housiaux     | 200 m          | 21,41    | 5.       | 37.      | kiesett     | kiesett     | kiesett     | kiesett  | kiesett  | kiesett  | kiesett       | kiesett       |
| Jacques Pennewaert    | 400 m          | 48,55    | 6.       | 50.      | kiesett     | kiesett     | kiesett     | kiesett  | kiesett  | kiesett  | kiesett       | kiesett       |
| Jacques Pennewaert    | 800 m          | 1:53,81  | 7.       | 37.      |             |             |             | kiesett  | kiesett  | kiesett  | kiesett       | kiesett       |
| Gilbert Van Manshoven | 800 m          | 1:52,32  | 5.       | 32.      |             |             |             | kiesett  | kiesett  | kiesett  | kiesett       | kiesett       |
| André Dehertoghe      | 1500 m         | 3:59,33  | 2.       | 36.      |             |             |             | 3:52,57  | 6.       | 6.       | 3:53,63       | 11.           |
| Edgard Salvé          | 1500 m         | 3:47,17  | 3.       | 7.       |             |             |             | 3:58,16  | 10.      | 20.      | kiesett       | kiesett       |
| Rudolf Simon          | 1500 m         | 4:06,97  | 11.      | 46.      |             |             |             | kiesett  | kiesett  | kiesett  | kiesett       | kiesett       |
| Emiel Puttemans       | 5000 m         | 14:34,58 | 5.       | 15.      |             |             |             |          |          |          | 14:59,56      | 12.           |
| Willy Polleunis       | 10 000 m       |          |          |          |             |             |             |          |          |          | nem ért célba | nem ért célba |
| Wilfried Geeroms      | 400 m gát      | 51,27    | 6.       | 15.      |             |             |             | kiesett  | kiesett  | kiesett  | kiesett       | kiesett       |
| Eddy Van Butsele      | 3000 m akadály | 9:38,79  | 10.      | 31.      |             |             |             |          |          |          | kiesett       | kiesett       |
| Gaston Roelants       | 3000 m akadály | 9:08,29  | 3.       | 11.      |             |             |             |          |          |          | 8:59,50       | 7.            |
| Gaston Roelants       | Maraton        |          |          |          |             |             |             |          |          |          | 2:29:04       | 11.           |
| Maurice Peiren        | Maraton        |          |          |          |             |             |             |          |          |          | 2:32:49       | 20.           |

| Versenyző         | Versenyszám   | Selejtező | Selejtező | Döntő    | Döntő    |
| Versenyző         | Versenyszám   | Eredmény  | Helyezés  | Eredmény | Helyezés |
| ----------------- | ------------- | --------- | --------- | -------- | -------- |
| Philippe Housiaux | Távolugrás    | 744 cm    | 25.       | kiesett  | kiesett  |
| Lode Wyns         | Gerelyhajítás | 73,68 m   | 19.       | kiesett  | kiesett  |

| Versenyző        | Versenyszám | 100 m | 100 m | Távolugrás | Távolugrás | Súlylökés | Súlylökés | Magasugrás | Magasugrás | 400 m | 400 m | 110 m gát | 110 m gát | Diszkoszvetés | Diszkoszvetés | Rúdugrás | Rúdugrás | Gerelyhajítás | Gerelyhajítás | 1500 m  | 1500 m | Végeredmény | Végeredmény |
| Versenyző        | Versenyszám | Idő   | Pont  | Eredmény   | Pont       | Eredmény  | Pont      | Eredmény   | Pont       | Idő   | Pont  | Idő       | Pont      | Eredmény      | Pont          | Eredmény | Pont     | Eredmény      | Pont          | Idő     | Pont   | Pont        | Helyezés    |
| ---------------- | ----------- | ----- | ----- | ---------- | ---------- | --------- | --------- | ---------- | ---------- | ----- | ----- | --------- | --------- | ------------- | ------------- | -------- | -------- | ------------- | ------------- | ------- | ------ | ----------- | ----------- |
| Roger Lespagnard | Tízpróba    | 11,12 | 834   | 694 cm     | 799        | 12,59 m   | 642       | 195 cm     | 758        | 50,29 | 801   | 15,84     | 751       | 37,74 m       | 619           | 420 cm   | 673      | 47,46 m       | 551           | 4:57,06 | 425    | 7005        | 17.         |

Női
| Versenyző            | Versenyszám | Előfutam | Előfutam | Előfutam | Elődöntő | Elődöntő | Elődöntő | Döntő   | Döntő    |
| Versenyző            | Versenyszám | Idő      | Hely.    | Össz.    | Idő      | Hely.    | Össz.    | Idő     | Helyezés |
| -------------------- | ----------- | -------- | -------- | -------- | -------- | -------- | -------- | ------- | -------- |
| Roswitha Emonts-Gast | 80 m gát    | 11,50    | 7.       | 30.      | kiesett  | kiesett  | kiesett  | kiesett | kiesett  |

| Versenyző            | Versenyszám | 80 m gát | 80 m gát | Súlylökés | Súlylökés | Magasugrás               | Magasugrás               | Távolugrás | Távolugrás | 200 m | 200 m | Végeredmény | Végeredmény |
| Versenyző            | Versenyszám | Idő      | Pont     | Eredmény  | Pont      | Eredmény                 | Pont                     | Eredmény   | Pont       | Idő   | Pont  | Pont        | Helyezés    |
| -------------------- | ----------- | -------- | -------- | --------- | --------- | ------------------------ | ------------------------ | ---------- | ---------- | ----- | ----- | ----------- | ----------- |
| Roswitha Emonts-Gast | Ötpróba     | 11,60    | 963      | 12,33 m   | 877       | érvényes kísérlet nélkül | érvényes kísérlet nélkül | 581 cm     | 945        | 25,71 | 869   | 3654        | 30.         |

## Birkózás
Kötöttfogású
| Versenyző         | Versenyszám | 1. forduló                           | 2. forduló                   | 3. forduló                     | 4. forduló                 | 5. forduló        | 6. forduló        | 7. forduló        | Döntő             | Helyezés    |
| Versenyző         | Versenyszám | Ellenfél Eredmény                    | Ellenfél Eredmény            | Ellenfél Eredmény              | Ellenfél Eredmény          | Ellenfél Eredmény | Ellenfél Eredmény | Ellenfél Eredmény | Ellenfél Eredmény | Helyezés    |
| ----------------- | ----------- | ------------------------------------ | ---------------------------- | ------------------------------ | -------------------------- | ----------------- | ----------------- | ----------------- | ----------------- | ----------- |
| Arthur Spaenhoven | 57 kg       | Hartmut Puls (GDR) · 2.5-2.5         | Roland Svensson (SWE) · 1-3  | Jean Nakouzi (LIB) · 1-3       | Ivan Kocsergin (URS) · 3-1 | kiesett           | kiesett           | kiesett           | kiesett           | helyezetlen |
| Léonard Dutz      | 63 kg       | Tortillano Tumasis (PHI) · kétvállas | Lothar Schneider (GDR) · 3-1 | Martti Laakso (FIN) · kizárták | kiesett                    | kiesett           | kiesett           |                   | kiesett           | helyezetlen |

## Evezés
| Versenyző         | Versenyszám  | Előfutam | Előfutam | Vigaszág | Vigaszág | Elődöntő | Elődöntő | Döntő   | Döntő   | Döntő   | Helyezés    |
| Versenyző         | Versenyszám  | Idő      | Hely.    | Idő      | Hely.    | Idő      | Hely.    | Típus   | Idő     | Hely.   | Helyezés    |
| ----------------- | ------------ | -------- | -------- | -------- | -------- | -------- | -------- | ------- | ------- | ------- | ----------- |
| Claude Dehombreux | Egypárevezős | 8:19,41  | 5.       | 7:54,98  | 4.       | kiesett  | kiesett  | kiesett | kiesett | kiesett | helyezetlen |

## Gyeplabda
| Belga férfi gyeplabdacsapat-játékoskeret | Belga férfi gyeplabdacsapat-játékoskeret                                                                               |
| --- | --- |
| - Yves Bernaert - Charly Bouvy - Jean-Marie Buisset - Jean-Louis le Clerc - Michel Deville - Daniel Dupont - Jean-François Gilles - William Hansen | - Marc Legros - Guy Miserque - André Muschs - Claude Ravinet - Jean-Louis Roersch - Armand Solie - Georges Vanderhulst |

### Eredmények
Csoportkör
A csoport
| Csapat              | M | Gy | D | V | G+ | G– | Gk  | P  |
| ------------------- | - | -- | - | - | -- | -- | --- | -- |
| India (IND)         | 7 | 6  | 0 | 1 | 20 | 4  | +16 | 12 |
| NSZK (FRG)          | 7 | 5  | 1 | 1 | 15 | 5  | +10 | 11 |
| Új-Zéland (NZL)     | 7 | 3  | 4 | 0 | 8  | 4  | +4  | 10 |
| Spanyolország (ESP) | 7 | 2  | 3 | 2 | 7  | 5  | +2  | 7  |
| Belgium (BEL)       | 7 | 3  | 1 | 3 | 14 | 9  | +5  | 7  |
| NDK (GDR)           | 7 | 2  | 2 | 3 | 7  | 10 | –3  | 6  |
| Japán (JPN)         | 7 | 1  | 1 | 5 | 4  | 14 | –10 | 3  |
| Mexikó (MEX)        | 7 | 0  | 0 | 7 | 2  | 26 | –24 | 0  |

| 1968. október 13. | NSZK (FRG) | 2 – 0   | Belgium (BEL) |  |
| 1968. október 13. | Krauss 2   | (0 – 0) |               |  |

| 1968. október 14. | Belgium (BEL)   | 4 – 0   | NDK (GDR) |  |
| 1968. október 14. | Ravinet 3 Solie | (1 – 0) |           |  |

| 1968. október 15. | Spanyolország (ESP) | 2 – 0   | Belgium (BEL) |  |
| 1968. október 15. | J. Fábregas F. Amat | (2 – 0) |               |  |

| 1968. október 17. | Belgium (BEL)            | 4 – 0   | Mexikó (MEX) |  |
| 1968. október 17. | Bernaert 2 Muschs Gilles | (1 – 0) |              |  |

| 1968. október 18. | India (IND)                     | 2 – 1   | Belgium (BEL) |  |
| 1968. október 18. | Prithipal Singh Harbinder Singh | (0 – 1) | Solie         |  |

| 1968. október 20. | Új-Zéland (NZL) | 1 – 1   | Belgium (BEL) |  |
| 1968. október 20. | Thomson         | (0 – 0) | Gilles        |  |

| 1968. október 21. | Belgium (BEL)               | 4 – 2   | Japán (JPN) |  |
| 1968. október 21. | Deville Gilles Muschs Bouvy | (1 – 1) | Josimura 2  |  |

A 9. helyért
| 1968. október 23. | Belgium (BEL)         | 3 – 0   | Franciaország (FRA) |  |
| 1968. október 23. | Gilles Solie Miserque | (2 – 0) |                     |  |

| Csapat        | Helyezés |
| ------------- | -------- |
| Belgium (BEL) | 9.       |

## Kajak-kenu
Férfi
| Versenyző                        | Versenyszám         | Előfutam | Előfutam | Előfutam | Vigaszág | Vigaszág | Vigaszág | Elődöntő | Elődöntő | Elődöntő | Döntő   | Döntő    |
| Versenyző                        | Versenyszám         | Idő      | Hely.    | Össz.    | Idő      | Hely.    | Össz.    | Idő      | Hely.    | Össz.    | Idő     | Helyezés |
| -------------------------------- | ------------------- | -------- | -------- | -------- | -------- | -------- | -------- | -------- | -------- | -------- | ------- | -------- |
| Marc Moens                       | Kajak egyes 1000 m  | 4:09,6   | 4.       | 13.      | 4:29,08  | 1.       | 7.       | 4:06,55  | 4.       | 8.       | kiesett | kiesett  |
| Jean-Pierre Burny Herman Naegels | Kajak kettes 1000 m | 3:49,5   | 6.       | 9.       | 3:47,64  | 1.       | 1.       | 3:44,63  | 2.       | 3.       | 3:45,21 | 7.       |

## Kerékpározás

### Országúti kerékpározás
| Versenyző                                                       | Versenyszám     | Idő              | Helyezés      |
| --------------------------------------------------------------- | --------------- | ---------------- | ------------- |
| André Dierickx                                                  | Mezőnyverseny   | 4:45:32 (+4:07)  | 19.           |
| Jean-Pierre Monseré                                             | Mezőnyverseny   | 4:43:51 (+2:26)  | 6.            |
| Jozef Schoeters                                                 | Mezőnyverseny   | nem ért célba    | nem ért célba |
| Roger De Vlaeminck                                              | Mezőnyverseny   | 4:44:24 (+2:59)  | 18.           |
| Michel Coulon Marcel Grifnée Frans Mintjens Englebert Opdebeeck | Csapat időfutam | 2:20:52 (+13:03) | 18.           |

### Pálya-kerékpározás
Sprintverseny
| Versenyző          | Versenyszám  | 1. forduló                                                         | 1. forduló | Vigaszág                                | Vigaszág | 2. forduló                                           | 2. forduló | Vigaszág                                      | Vigaszág | Nyolcaddöntő                                         | Nyolcaddöntő | Vigaszág selejtező                                  | Vigaszág selejtező | Vigaszág döntő       | Vigaszág döntő | Negyeddöntő          | Elődöntő             | Döntő                | Helyezés    |
| Versenyző          | Versenyszám  | Ellenfelek Győztes idő                                             | Hely.      | Ellenfél Győztes idő                    | Hely.    | Ellenfelek Győztes idő                               | Hely.      | Ellenfelek Győztes idő                        | Hely.    | Ellenfelek Győztes idő                               | Hely.        | Ellenfelek Győztes idő                              | Hely.              | Ellenfél Győztes idő | Hely.          | Ellenfél Győztes idő | Ellenfél Győztes idő | Ellenfél Győztes idő | Helyezés    |
| ------------------ | ------------ | ------------------------------------------------------------------ | ---------- | --------------------------------------- | -------- | ---------------------------------------------------- | ---------- | --------------------------------------------- | -------- | ---------------------------------------------------- | ------------ | --------------------------------------------------- | ------------------ | -------------------- | -------------- | -------------------- | -------------------- | -------------------- | ----------- |
| Daniel Goens       | Férfi egyéni | Jackie Simes (USA) · Kenneth Sutherland (HBR) · 11,23              | 2.         | Fan Jüe-tao (Fan Yue-Tao) (ROC) · 11,81 | 1.       | Niels Fredborg (DEN) · Leijn Loevesijn (NED) · 11,09 | 3.         | Jan Jansen (NED) · José Pittaro (ARG) · 11,13 | 2.       | kiesett                                              | kiesett      | kiesett                                             | kiesett            | kiesett              | kiesett        | kiesett              | kiesett              | kiesett              | helyezetlen |
| Robert van Lancker | Férfi egyéni | Héctor Urrego (COL) · Kim Gvangszon (Kim Gwang-Seon) (KOR) · 11,37 | 1.         |                                         |          | Jackie Simes (USA) · Serhiy Kravtsov (URS) · 10,72   | 2.         | Baranyecz András (HUN) · 10,99                | 1.       | Pierre Trentin (FRA) · Serhiy Kravtsov (URS) · 10,96 | 3.           | Jürgen Barth (FRG) · Reginald Barnett (GBR) · 10,98 | 2.                 | kiesett              | kiesett        | kiesett              | kiesett              | kiesett              | helyezetlen |

Időfutam
| Versenyző  | Versenyszám  | Idő     | Helyezés |
| ---------- | ------------ | ------- | -------- |
| Dirk Baert | Férfi egyéni | 1:07,34 | 18.      |

Tandem
| Versenyző                       | Versenyszám     | 1. forduló                                                    | Vigaszág selejtező   | Vigaszág selejtező | Vigaszág döntő         | Vigaszág döntő | Negyeddöntő                                                         | Elődöntő                                                             | Döntő                                                                              | Helyezés |
| Versenyző                       | Versenyszám     | Ellenfél Győztes idő                                          | Ellenfél Győztes idő | Hely.              | Ellenfelek Győztes idő | Hely.          | Ellenfél Győztes idő                                                | Ellenfél Győztes idő                                                 | Ellenfél Győztes idő                                                               | Helyezés |
| ------------------------------- | --------------- | ------------------------------------------------------------- | -------------------- | ------------------ | ---------------------- | -------------- | ------------------------------------------------------------------- | -------------------------------------------------------------------- | ---------------------------------------------------------------------------------- | -------- |
| Daniel Goens Robert van Lancker | Férfi kétüléses | Egyesült Államok (USA) · Jack Disney · Charles Pranke · 10,40 |                      |                    |                        |                | NDK (GDR) · Werner Otto · Hans-Jürgen Geschke · 10,25, 10,17, 10,06 | Franciaország (FRA) · Daniel Morelon · Pierre Trentin · 10,24, 10,60 | Bronzmérkőzés · Olaszország (ITA) · Walter Gorini · Luigi Borghetti · 10,60, 11,20 |          |

Üldözőversenyek
| Versenyző                                                | Versenyszám  | Selejtező | Selejtező | Nyolcaddöntő                                                                                                 | Nyolcaddöntő | Nyolcaddöntő | Negyeddöntő                                                                                            | Negyeddöntő | Negyeddöntő | Elődöntő     | Elődöntő  | Elődöntő | Döntő        | Döntő     | Helyezés |
| Versenyző                                                | Versenyszám  | Idő       | Hely.     | Ellenfél Idő                                                                                                 | Saját idő    | Hely.        | Ellenfél Idő                                                                                           | Saját idő   | Hely.       | Ellenfél Idő | Saját idő | Hely.    | Ellenfél Idő | Saját idő | Helyezés |
| -------------------------------------------------------- | ------------ | --------- | --------- | --- | ------------ | ------------ | --- | ----------- | ----------- | ------------ | --------- | -------- | ------------ | --------- | -------- |
| Paul Crapez                                              | Férfi egyéni | 4:44,93   | 8.        | |              |              | Xaver Kurmann (SUI) · 4:45,94                                                                          | 4:49,99     | 8.          | kiesett      | kiesett   | kiesett  | kiesett      | kiesett   | 5.       |
| Ernest Bens Paul Crapez Willy Debosscher Ronny Vanmarcke | Férfi csapat |           |           | Argentína (ARG) · Carlos Miguel Álvarez · Roberto Breppe · Ernesto Contreras · Juan Alberto Merlos · 4:26,22 | 4:26,14      | 1.           | Olaszország (ITA) · Lorenzo Bosisio · Cipriano Chemello · Giorgio Morbiato · Luigi Roncaglia · 4:22,48 | 4:26,05     | 5.          | kiesett      | kiesett   | kiesett  | kiesett      | kiesett   | 5.       |

## Röplabda

### Férfi
| Belga férfi röplabdacsapat-játékoskeret                                                     | Belga férfi röplabdacsapat-játékoskeret                                                                  |
| ------------------------------------------------------------------------------------------- | --- |
| - Willem Bossaerts - Leo Dierckx - Hugo Huybrechts - Roger Maes - Paul Mestdagh - Jozef Mol | - Berto Poosen - Benno Saelens - Bernard Vaillant - Roger Vandergoten - Ronald Vandewal - Fernand Walder |

#### Eredmények
Csoportkör
| 1968. október 13. 10:00 | Belgium (BEL)             | 3 – 1 | Brazília (BRA) |  |
| 1968. október 13. 10:00 | (15–7, 16–14, 9–15, 15–6) |       |                |  |

| 1968. október 16. 10:00 | Bulgária (BUL)      | 3 – 0 | Belgium (BEL) |  |
| 1968. október 16. 10:00 | (15–10, 15–1, 15–5) |       |               |  |

| 1968. október 17. 12:00 | Lengyelország (POL) | 3 – 0 | Belgium (BEL) |  |
| 1968. október 17. 12:00 | (15–6, 15–5, 15–8)  |       |               |  |

| 1968. október 19. 19:00 | NDK (GDR)          | 3 – 0 | Belgium (BEL) |  |
| 1968. október 19. 19:00 | (15–1, 15–7, 15–7) |       |               |  |

| 1968. október 20. 12:00 | Japán (JPN)        | 3 – 0 | Belgium (BEL) |  |
| 1968. október 20. 12:00 | (15–5, 15–5, 15–4) |       |               |  |

| 1968. október 21. 12:00 | Belgium (BEL)                     | 3 – 2 | Mexikó (MEX) |  |
| 1968. október 21. 12:00 | (15–11, 5–15, 13–15, 18–16, 15–2) |       |              |  |

| 1968. október 23. 19:00 | Csehszlovákia (TCH) | 3 – 0 | Belgium (BEL) |  |
| 1968. október 23. 19:00 | (15–0, 15–4, 15–12) |       |               |  |

| 1968. október 24. 19:00 | Szovjetunió (URS)  | 3 – 0 | Belgium (BEL) |  |
| 1968. október 24. 19:00 | (15–2, 15–3, 15–5) |       |               |  |

| 1968. október 25. 12:00 | Egyesült Államok (USA) | 3 – 0 | Belgium (BEL) |  |
| 1968. október 25. 12:00 | (15–4, 16–14, 15–10)   |       |               |  |

|          |                        |      | Mérkőzések | Mérkőzések | Szettek | Szettek | Szettek | Pontok | Pontok | Pontok |
| Helyezés | Csapat                 | Pont | Gy         | V          | Sz+     | Sz–     | SzA     | P+     | P–     | PA     |
| -------- | ---------------------- | ---- | ---------- | ---------- | ------- | ------- | ------- | ------ | ------ | ------ |
| Arany    | Szovjetunió (URS)      | 17   | 8          | 1          | 26      | 8       | 3,250   | 464    | 326    | 1,423  |
| Ezüst    | Japán (JPN)            | 16   | 7          | 2          | 24      | 6       | 4,000   | 430    | 258    | 1,667  |
| Bronz    | Csehszlovákia (TCH)    | 16   | 7          | 2          | 22      | 15      | 1,467   | 454    | 417    | 1,089  |
| 4.       | NDK (GDR)              | 15   | 6          | 3          | 22      | 12      | 1,833   | 449    | 374    | 1,201  |
| 5.       | Lengyelország (POL)    | 15   | 6          | 3          | 18      | 11      | 1,636   | 371    | 281    | 1,320  |
| 6.       | Bulgária (BUL)         | 13   | 4          | 5          | 16      | 17      | 0,941   | 379    | 385    | 0,984  |
| 7.       | Egyesült Államok (USA) | 13   | 4          | 5          | 15      | 18      | 0,833   | 383    | 414    | 0,925  |
| 8.       | Belgium (BEL)          | 11   | 2          | 7          | 6       | 24      | 0,250   | 239    | 417    | 0,573  |
| 9.       | Brazília (BRA)         | 10   | 1          | 8          | 8       | 25      | 0,320   | 357    | 469    | 0,761  |
| 10.      | Mexikó (MEX)           | 9    | 0          | 9          | 6       | 27      | 0,222   | 289    | 474    | 0,610  |

| Csapat        | Helyezés |
| ------------- | -------- |
| Belgium (BEL) | 8.       |

## Sportlövészet
Nyílt
| Versenyző       | Versenyszám           | Pont | Helyezés |
| --------------- | --------------------- | ---- | -------- |
| Frans Lafortune | Sportpuska, fekvő     | 595  | 10.      |
| Frans Lafortune | Sportpuska, összetett | 1145 | 15.      |
| Guy Rénard      | Trap                  | 187  | 36.      |
| Francis Cornet  | Skeet                 | 174  | 44.      |

## Súlyemelés
| Versenyző                 | Versenyszám | Nyomás   | Nyomás   | Szakítás | Szakítás | Lökés    | Lökés    | Összesen | Helyezés |
| Versenyző                 | Versenyszám | Eredmény | Helyezés | Eredmény | Helyezés | Eredmény | Helyezés | Összesen | Helyezés |
| ------------------------- | ----------- | -------- | -------- | -------- | -------- | -------- | -------- | -------- | -------- |
| Jean-Pierre Van Lerberghe | 90 kg       | 147,5    | 11.      | 130,0    | 13.      | 170,0    | 13.      | 447,5    | 13.      |
| Serge Reding              | +90 kg      | 195,0    | 3.       | 147,5    | 5.       | 212,5    | 1.       | 555,0    |          |

## Torna
Női
| Versenyző           | Versenyszám      | Selejtező | Selejtező | Döntő    | Döntő    |
| Versenyző           | Versenyszám      | Pontszám  | Helyezés  | Pontszám | Helyezés |
| ------------------- | ---------------- | --------- | --------- | -------- | -------- |
| Christiane Goethals | Talaj            | 17,70     | 60.       | kiesett  | kiesett  |
| Christiane Goethals | Ugrás            | 16,90     | 82.       | kiesett  | kiesett  |
| Christiane Goethals | Felemás korlát   | 15,70     | 89.       | kiesett  | kiesett  |
| Christiane Goethals | Gerenda          | 17,55     | 49.       | kiesett  | kiesett  |
| Christiane Goethals | Egyéni összetett |           |           | 67,85    | 75.*     |
| Horta Van Hoye      | Talaj            | 17,45     | 71.       | kiesett  | kiesett  |
| Horta Van Hoye      | Ugrás            | 17,85     | 53.       | kiesett  | kiesett  |
| Horta Van Hoye      | Felemás korlát   | 16,40     | 79.       | kiesett  | kiesett  |
| Horta Van Hoye      | Gerenda          | 17,70     | 46.       | kiesett  | kiesett  |
| Horta Van Hoye      | Egyéni összetett |           |           | 69,40    | 66.      |

* - egy másik versenyzővel azonos eredményt ért el

## Úszás
Férfi
| Versenyző        | Versenyszám    | Előfutam | Előfutam | Előfutam | Elődöntő | Elődöntő | Elődöntő | Döntő   | Döntő    |
| Versenyző        | Versenyszám    | Idő      | Hely.    | Össz.    | Idő      | Hely.    | Össz.    | Idő     | Helyezés |
| ---------------- | -------------- | -------- | -------- | -------- | -------- | -------- | -------- | ------- | -------- |
| Herman Verbauwen | 100 m hát      | 1:04,6   | 5.       | 22.**    | kiesett  | kiesett  | kiesett  | kiesett | kiesett  |
| Herman Verbauwen | 100 m gyors    | 57,5     | 5.       | 45.      | kiesett  | kiesett  | kiesett  | kiesett | kiesett  |
| François Simons  | 100 m gyors    | 55,5     | 3.       | 17.*     | 55,3     | 7.       | 18.      | kiesett | kiesett  |
| François Simons  | 200 m vegyes   | 2:22,5   | 4.       | 20.      |          |          |          | kiesett | kiesett  |
| Jacques Henrard  | 1500 m gyors   | 18:38,2  | 6.       | 19.      |          |          |          | kiesett | kiesett  |
| Jacques Henrard  | 400 m vegyes   | 5:17,0   | 5.       | 24.      |          |          |          | kiesett | kiesett  |
| Joseph Meyten    | 100 m pillangó | 1:02,2   | 6.       | 34.*     | kiesett  | kiesett  | kiesett  | kiesett | kiesett  |

Női
| Versenyző       | Versenyszám  | Előfutam | Előfutam | Előfutam | Elődöntő | Elődöntő | Elődöntő | Döntő   | Döntő    |
| Versenyző       | Versenyszám  | Idő      | Hely.    | Össz.    | Idő      | Hely.    | Össz.    | Idő     | Helyezés |
| --------------- | ------------ | -------- | -------- | -------- | -------- | -------- | -------- | ------- | -------- |
| Francine Dauven | 100 m hát    | 1:15,3   | 6.       | 33.      | kiesett  | kiesett  | kiesett  | kiesett | kiesett  |
| Francine Dauven | 200 m hát    | 2:43,5   | 7.       | 26.      |          |          |          | kiesett | kiesett  |
| Carla Galle     | 200 m vegyes | 2:40,9   | 4.       | 19.      |          |          |          | kiesett | kiesett  |
| Carla Galle     | 400 m vegyes | 5:55,2   | 4.       | 22.      |          |          |          | kiesett | kiesett  |

* - egy másik versenyzővel azonos időt ért el

** - két másik versenyzővel azonos időt ért el

## Vitorlázás
Nyílt
| Versenyző                  | Versenyszám     | Futam | Futam  | Futam  | Futam | Futam | Futam | Futam | Pontszám | Helyezés |
| Versenyző                  | Versenyszám     | 1     | 2      | 3      | 4     | 5     | 6     | 7     | Pontszám | Helyezés |
| -------------------------- | --------------- | ----- | ------ | ------ | ----- | ----- | ----- | ----- | -------- | -------- |
| Jacques Rogge              | Finn dingi      | 24,0  | 27,0   | (46,0) | 30,0  | 38,0  | 27,0  | 26,0  | 172,0    | 25.      |
| Christian Maes Joël Roland | Repülő hollandi | 28,0  | (36,0) | 31,0   | 21,0  | 28,0  | 19,0  | 31,0  | 158,0    | 23.      |

## Vívás
Férfi
| Versenyző         | Versenyszám       | Csoportkör | Csoportkör | Csoportkör | Csoportkör | Nyolcaddöntő              | Negyeddöntő       | Elődöntő          | Vigaszág a döntőért      | Vigaszág a döntőért       | Vigaszág a döntőért | Vigaszág a döntőért | Vigaszág a döntőért | Döntő             | Helyezés    |
| Versenyző         | Versenyszám       | 1. kör | 1. kör     | 2. kör | 2. kör     | Nyolcaddöntő              | Negyeddöntő       | Elődöntő          | 1. kör                   | 2. kör                    | 3. kör              | 4. kör              | 5. kör              | Döntő             | Helyezés    |
| Versenyző         | Versenyszám       | Ellenfél Eredmény | Hely.      | Ellenfél Eredmény | Hely.      | Ellenfél Eredmény         | Ellenfél Eredmény | Ellenfél Eredmény | Ellenfél Eredmény        | Ellenfél Eredmény         | Ellenfél Eredmény   | Ellenfél Eredmény   | Ellenfél Eredmény   | Ellenfél Eredmény | Helyezés    |
| ----------------- | ----------------- | --- | ---------- | --- | ---------- | ------------------------- | ----------------- | ----------------- | ------------------------ | ------------------------- | ------------------- | ------------------- | ------------------- | ----------------- | ----------- |
| Florent Bessemans | Tőr, egyéni       | J. csoport · Tănase Mureșanu (ROU) · V · Arcangelo Pinelli (ITA) · V · Tim Gerresheim (FRG) · V · Magdy Conyd (CAN) · GY                                     | 4.         | G. csoport · Simizu Fudzsio (JPN) · V · Guillermo Saucedo (ARG) · V · Tănase Mureșanu (ROU) · V · Kamuti Jenő (HUN) · V · Jeffrey Checkes (USA) · GY         | 6.         | kiesett                   | kiesett           | kiesett           | kiesett                  | kiesett                   | kiesett             | kiesett             | kiesett             | kiesett           | helyezetlen |
| Michel Constandt  | Tőr, egyéni       | F. csoport · Kamuti László (HUN) · V · Nicola Granieri (ITA) · V · Héctor Abaunza (MEX) · GY · John Bouchier-Hayes (IRL) · GY · Félix Piñero (VEN) · GY      | 3.         | C. csoport · Nicola Granieri (ITA) · V · Christian Noël (FRA) · V · Witold Woyda (POL) · V · Mano Kazuo (JPN) · V · Orlando Ruíz (CUB) · GY                  | 5.         | kiesett                   | kiesett           | kiesett           | kiesett                  | kiesett                   | kiesett             | kiesett             | kiesett             | kiesett           | helyezetlen |
| Michel Constandt  | Párbajtőr, egyéni | E. csoport · Rudolf Trost (AUT) · GY · Bohdan Andrzejewski (POL) · V · Alexandre Bretholz (SUI) · GY · Khalil Kallas (LIB) · GY · Graeme Jennings (AUS) · GY | 1.         | E. csoport · Orvar Lindwall (SWE) · V · Dieter Jung (FRG) · V · Alexandre Bretholz (SUI) · GY · Gianfranco Paolucci (ITA) · GY · Colm O'Brien (IRL) · GY     | 2.         | Stephen Netburn (USA) · V | Vigaszág          | Vigaszág          | Dieter Jung (FRG) · GY   | Stephen Netburn (USA) · V | kiesett             | kiesett             | kiesett             | kiesett           | 17.         |
| Florent Bessemans | Párbajtőr, egyéni | F. csoport · Ralph Johnson (GBR) · V · Bohdan Gonsior (POL) · V · Peter Lötscher (SUI) · V · William Ronald (AUS) · GY · Guillermo Obeid (ARG) · GY          | 4.         | G. csoport · Kulcsár Győző (HUN) · V · Ernesto Fernández (MEX) · V · Fritz Zimmermann (FRG) · GY · Claudio Francesconi (ITA) · V · David Micahnik (USA) · GY | 3.         | Kulcsár Győző (HUN) · V   | Vigaszág          | Vigaszág          | Peter Lötscher (SUI) · V | kiesett                   | kiesett             | kiesett             | kiesett             | kiesett           | 25.         |
| Yves Brasseur     | Kard, egyéni      | F. csoport · Bakonyi Péter (HUN) · V · Emil Ochyra (POL) · V · Rolando Rigoli (ITA) · V · Manuel Ortíz (CUB) · GY · John Bouchier-Hayes (IRL) · GY           | 4.         | C. csoport · Vlagyimir Nazlimov (URS) · V · Claude Arabo (FRA) · V · Cesare Salvadori (ITA) · V · Paul Wischeidt (FRG) · V · Anthony Keane (USA) · V         | 6.         |                           | kiesett           | kiesett           | kiesett                  | kiesett                   | kiesett             |                     |                     | kiesett           | helyezetlen |